# Glyptodontidae
Famille
La famille des Glyptodontidae regroupe des Tatous fossiles qui vivaient du Miocène au Pléistocène.

## Classification
- †Neothoracophorinae Castellanos, 1951
  - †Neothoracophorus Ameghino, 1889
  - †Pseudoneothoracophorus Castellanos, 1951
- †Glyptatelinae Castellanos, 1932
  - †Clypeotherium Scillato-Yané, 1977
  - †Glyptatelus Ameghino, 1897
  - †Neoglyptatelus Garlini, Vizcaíno & Scillato-Yané, 1997
  - †Pachyarmatherium Downing & White, 1995
- †Propalaehoplophorinae Ameghino, 1891
  - †Asterostemma Ameghino, 1889
  - †Eucinepeltus Ameghino, 1891
  - †Metopotoxus Ameghino, 1895
  - †Propalaehoplophorus Ameghino, 1887
- †Haplophorinae Huxley, 1864
  - †Hoplophorini Huxley, 1864
    - †Berthawyleria Castellanos, 1939
    - †Eosclerophorus Castellanos, 1948
    - †Eusclerocalyptus Ameghino, C., 1919
    - †Hoplophorus Lund, 1838
    - †Hoplophractus Cabrera, 1939
    - †Isolinia Castellanos, 1951
    - †Neosclerocalyptus Paula Couto, 1957
    - †Parahoplophorus Castellanos, 1932
    - †Stromaphoropsis Kraglievich, 1932
    - †Stromaphorus Castellanos, 1926
    - †Trabalia Kraglievich, 1932
    - †Trachycalyptus Ameghino, 1908

  - †Palaehoplophorini Hoffstetter, in Piveteau, 1958
    - †Aspidocalyptus Cabrera, 1939
    - †Chlamyphractus Castellanos, 1939
    - †Palaehoplophorus Ameghino, 1883
    - †Protoglyptodon Ameghino, 1885
    - †Pseudoeuryurus Ameghino, 1889

  - †Lomaphorini Hoffstetter, 1958
    - †Lomaphorops Castellanos, 1932
    - †Lomaphorus Ameghino, 1889
    - †Peiranoa Castellanos, 1946
    - †Trachycalyptoides Saint-André, 1996
    - †Urotherium Castellanos, 1926

  - †Plohophorini Castellanos, 1932
    - †Coscinocercus Cabrera, 1939
    - †Phlyctaenopyga Cabrera, 1944
    - †Plohophoroides Castellanos, 1928
    - †Plohophorops Rusconi, 1934
    - †Plohophorus Ameghino, 1887
    - †Pseudoplohophorus Castellanos, 1926
    - †Teisseiria Kraglievich, 1932
    - †Zaphilus Ameghino, 1889

  - †Neuryurini Hoffstetter, in Piveteau, 1958
    - †Neuryurus Ameghino, 1889

  - †Panochthini Castellanos, 1927
    - †Nopachtus Ameghino, 1888
    - †Panochthus Burmeister, 1866
    - †Parapanochthus Moreira, 1971
    - †Propanochthus Castellanos, 1925
- †Doedicurinae Ameghino, 1889
  - †Castellanosia Kraglievich, 1932
  - †Comaphorus Ameghino, 1886
  - †Daedicuroides Castellanos, 1941
  - †Doedicurus Burmeister, 1874
  - †Eleutherocercus Koken, 1888
  - †Plaxhaplous Ameghino, 1884
  - †Prodaedicurus Castellanos, 1927
  - †Xiphuroides Castellanos, 1927
- †Glyptodontinae Gray, 1869
  - †Glyptotheriini Castellanos, 1953
    - †Glyptotherium  Osborn, 1903

  - †Glyptodontini Gray, 1869
    - †Chlamydotherium Bronn, 1838
    - †Glyptodon Owen, 1839
    - †Glyptodontidium Cabrera, 1944
    - †Glyptostracon Castellanos, 1953
    - †Heteroglyptodon Roselli, 1979
    - †Paraglyptodon Castellanos, 1932
    - †Stromatherium Castellanos, 1953